# Erick Rossi
Erick Rossi (Lima, Provincia de Lima, Perú, 13 de diciembre de 1992) es un futbolista peruano. Juega como defensa central y su equipo actual es Asociación Deportiva Agropecuaria que participa de la Liga 2 de Perú.

## Clubes
| Club                   | País    | Año    |
| ---------------------- | ------- | ------ |
| Ciclista Lima FC       | Perú    | 2012   |
| Universidad San Martín | Perú    | 2013   |
| Alianza Lima           | Perú    | 2014   |
| Olimpik Donetsk        | Ucrania | 2015   |
| Sport Loreto           | Perú    | 2015   |
| Alianza Atlético       | Perú    | 2016   |
| Sport Áncash           | Perú    | 2017   |
| Sport Rosario          | Perú    | 2018   |
| Deportivo Garcilaso    | Perú    | 2019   |
| Sport Boys             | Perú    | 2019   |
| Unión Huaral           | Perú    | 2020   |
| Cusco FC               | Perú    | 2021   |
| Unión Huaral           | Perú    | 2022   |
| Alianza Universidad    | Perú    | 2022   |
| Deportivo Llacuabamba  | Perú    | 2023   |
| Universidad San Martín | Perú    | 2024   |
| Viargoca               | Perú    | 2024   |
| ADA                    | Perú    | 2025 - |

- Datos: Q61859050